# Nolléval
Nolléval är en kommun i departementet Seine-Maritime i regionen Normandie i norra Frankrike. Kommunen ligger i kantonen Argueil som tillhör arrondissementet Dieppe. År 2022 hade Nolléval 417 invånare.

## Befolkningsutveckling
Antalet invånare i kommunen Nolléval
| Referens: INSEE |